# Nebahovy
Nebahovy (en allemand : Nebahau) est une commune du district de Prachatice, dans la région de Bohême-du-Sud, en République tchèque. Sa population s'élevait à 613 habitants en 2023.

## Géographie
La commune se trouve à 4 km à l'est de Prachatice, à 32 km à l'ouest de České Budějovice et à 123 km au sud-sud-ouest de Prague.
La commune est limitée par Žernovice, Vitějovice et Hracholusky au nord, par Lhenice à l'est, par Mičovice et Chroboly au sud, et par Prachatice à l'ouest.

## Histoire
La première mention écrite du village date de 1317.

## Patrimoine

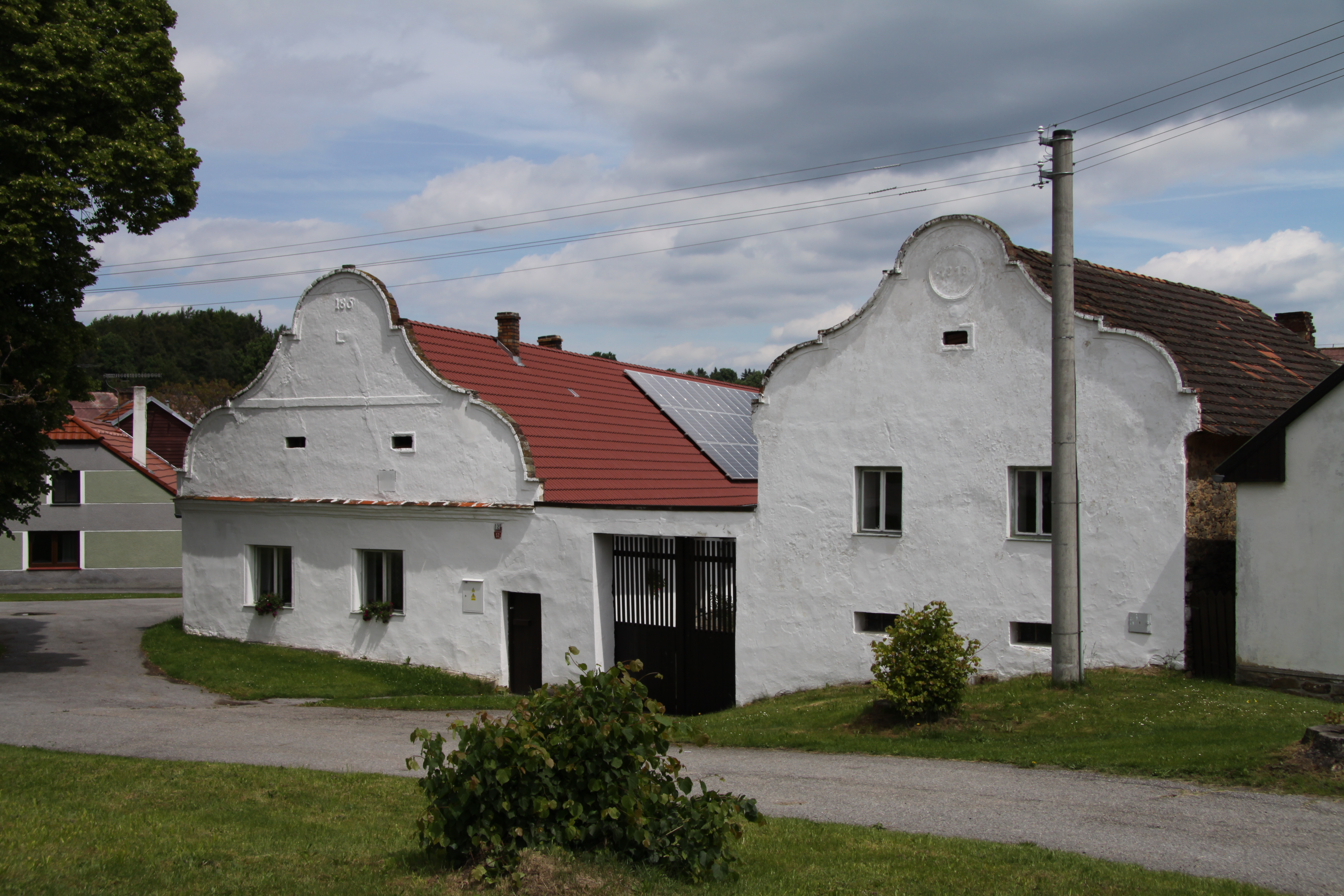
Architecture locale inspirée du baroque (style Selské baroko).
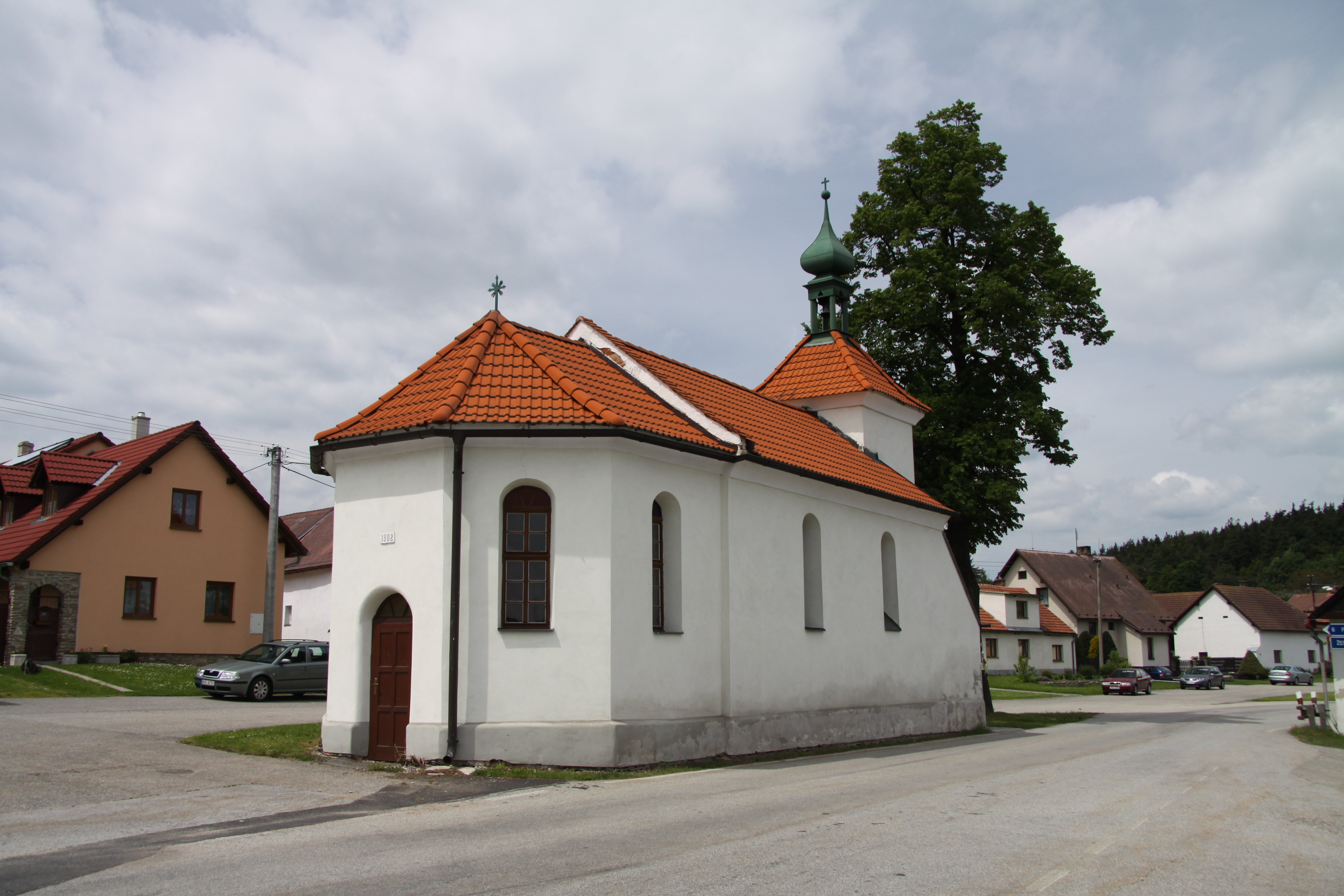
Chapelle à Nebahovy.

## Transports
Par la route, Nebahovy se trouve à 6 km de Prachatice, à 38 km de Ceské Budejovice et à 160 km de Prague.